# Шенит Трев Кино
Шенит Трев Кино (фр. Chênehutte-Trèves-Cunault) насеље је и општина у западној Француској у региону Лоара, у департману Мен и Лоара која припада префектури Сомир.
По подацима из 2011. године у општини је живело 1044 становника, а густина насељености је износила 37,81 становника/km². Општина се простире на површини од 27,61 km². Налази се на средњој надморској висини од 30 метара (максималној 96 m, а минималној 20 m).

## Демографија
| 1962. | 1968. | 1975. | 1982. | 1990. | 1999. | 2011. |
| ----- | ----- | ----- | ----- | ----- | ----- | ----- |
| 1.053 | 1.024 | 1.008 | 1.135 | 1.153 | 1.102 | 1.044 |

График промене броја становника у току последњих година